# High Times, Hard Times
High Times, Hard Times  è un brano musicale di Alan Menken, tratto dal film Gli strilloni del 1992.
Vinse nel medesimo anno il Razzie Awards alla peggior canzone originale